# Hell in a Cell 2021
Hell in a Cell (2021) was een professioneel worstel-pay-per-view (PPV) en WWE Network evenement dat georganiseerd werd door WWE voor hun Raw en SmackDown brands. Het was de 13e editie van Hell in a Cell en vond plaats op 20 juni 2021 in het Yuengling Center in Tampa, Florida, gehost en uitgezonden vanuit de WWE ThunderDome. Dit was de laatste pay-per-view evenement dat gehouden werd in de ThunderDome, want WWE zal medio juli weer live toeren met fans.

## Productie

### Verhaallijnen
Bij het evenement WrestleMania Backlash won Bobby Lashley van Drew McIntyre en Braun Strowman in een triple threat match voor het WWE Championship. De dag erna, op Raw, stelde MVP en Lashley een uitdaging uit voor iedereen in WWE behalve voor McIntrye en Strowman. Later werd er onthuld dat de uitdaging niet voor het WWE Championship was, maar een gewone een-op-een match. Kofi Kingston van The New Day accepteerde de uitdaging en won van Lashley dankzij een afleiding van McIntrye. De week erna, op Raw, plande Adam Pearce een wedstrijd tussen McIntry en Kingston en dat de winnaar tegen Lashley gaat voor het WWE Championship bij Hell in a Cell, maar de match eindigde in no contest door een tussenkomt van Lashley en MVP. De wedstrijd was nog een keer gepland voor Raw op 31 mei 2021 en Pearce voegde erbij dat als Lashley en MVP er mee zouden bemoeien, dat Lashley geschorst zou worden voor 90 dagen zonder inkomsten. McIntyre won van Kingston om nog een titelwedstrijd te krijgen tegen Lashley bij het evenement Hell in the Cell.
Rhea Ripley behield haar Raw Women's Championship bij evenement WrestleMania Backlash door een overwinning op Asuka en Charlotte Flair. De volgende avond op Raw, confronteerde Flair WWE Officials Adam Pearce en Sonya Deville en eiste een nieuwe kans op Ripley voor het Raw Women's Championship, omdat Flair de pin niet pakte in de triple threat match. Pearce en Deville verklaarden dat als Flair haar wedstrijd tegen Asuka zou winnen, dat ze het zouden overwegen. Flair verloor echter de wedstrijd dankzij een afleiding van Ripley, maar versloeg Asuka de volgende week op Raw. Een match tussen Ripley en Flair werd gepland voor het evenement Hell in a Cell voor het Raw Women's Championship.
Bij het evenement WrestleMania Backlash, behield Bianca Belair haar SmackDown Women's Championship door een overwinning op Bayley. Op 21 mei 2021, aflevering van SmackDown, organiseerde WWE Official Sonya Deville een parade van kampioenen om de kampioenen van SmackDown te vieren. Bayley viel in de rede en betwistte dat ze niet werd gevierd als de langst regerende SmackDown Women's Champion en beweerde dat Belair bij Backlash vals had gespeeld door haar haar als wapen te gebruiken. Op 4 juni 2021, aflevering van SmackDown, daagde Belair Bayley uit voor een herkansingswedstrijd voor het SmackDown Women's Championship, waarbij Bayley haar uitdaging accepteerde.
Tijdens de eerste avond van het evenement WrestleMania 37, won Cesaro van Seth Rollins. Op de volgende aflevering SmackDown na WrestleMania op 16 april 2021, bemoeide Rollins zich en viel Cesaro aan tijdens de wedstrijd van laatstgenoemde, waarbij Rollins verkondigde dat hun rivaliteit nog niet voorbij was. Cesaro versloeg Rollins in een herkansingswedstrijd in de aflevering van SmackDown op 7 mei 2021, die hem ook een Universal Championship wedstrijd opleverde tegen Roman Reigns voor het evenement WrestleMania Backlash, die Cesaro verloor. Na de titelwedstrijd kwam Rollins naar buiten en viel Cesaro brutaal aan, waarbij hij zijn arm in een stalen stoel verbrijzelde. Op 21 mei 2021, aflevering van SmackDown, probeerde Cesaro Reigns uit te dagen voor een herkansingswedstrijd voor de titel, alleen voor Rollins om Cesaro opnieuw aan te vallen, dit keer resulterend in Cesaro die op een brancard werd uitgeschakeld. In de aflevering van SmackDown op 18 juni 2021, stond een wedstrijd tussen Cesaro en Rollins gepland voor het evenement Hell in a Cell.
Tijdens de tweede avond van het evenement WrestleMania 37, won Kevin Owens van Sami Zayn, die werd vergezeld door YouTube persoonlijkheid Logan Paul. Op de aflevering van SmackDown, na WrestleMania, beweerde Zayn dat hij van Owens had verloren, omdat hij afgeleid was en zich afvroeg of Paul in orde was. Zayn riep toen Owens voor een herkansingswedstrijd. Owens versloeg Zayn door af te tellen, nadat Zayn zich terugtrok uit de ring, waarna Owens Zayn terugbracht naar de ring en zijn afwerkingsbeweging op hem uitvoerde. Zayn zou de komende weken een belemmering blijven voor Owens en op 18 juni 2021, aflevering van SmackDown, werd er een wedstrijd tussen de twee gepland voor het evenement Hell in a Cell.

#### Geannuleerde/verplaatste wedstrijd
Op 4 juni 2021, aflevering van SmackDown, daagde The Usos (Jimmy & Jey Uso) Rey en Dominik Mysterio uit voor het SmackDown Tag Team Championship, maar de wedstrijd eindigde in een controversiële finish waarin Jimmy zijn schouder ophaalde tijdens de pin, maar de scheidsrechter zag het niet. De Usos kregen later diezelfde avond een herkansingswedstrijd, maar tijdens de wedstrijd bemoeide de neef van The Usos en de Universal Champion, Roman Reigns, zich door de Mysterios aan te vallen, omdat ze niet wilden dat The Usos zich opnieuw zouden schamen. Na de wedstrijd viel Reigns op brute wijze Rey's zoon Dominik aan, wat Jimmy vond dat Reigns te ver ging, wat ook de spanningen tussen Reigns en Jimmy vergroot. De volgende week confronteerde Rey Reigns en daagde hem uit voor een Hell in a Cell match, omdat hij wraak wilde nemen op Reigns voor wat hij zijn zoon Dominik had aangedaan en er volgde een vechtpartij. De volgende dag op Talking Smack nam de speciale raadsman van Reigns, Paul Heyman, Rey's uitdaging namens Reigns aan met het Universal Championship op het spel. Op 17 juni 2021, verklaarde Rey op Twitter dat hij niet langer kon wachten tot zondag. Later werd er aangekondigd dat de wedstrijd verplaatst werd naar de aflevering van SmackDown op 18 juni 2021, wat de eerste Hell in a Cell match maakte op SmackDown. Reigns behield zijn titel door een overwinning op Rey.

## Matches
| Nr. | Match                                                   | Winnaar(s)      | Opmerkingen | Bron   |
| --- | ------------------------------------------------------- | --------------- | --- | ------ |
| 1   | Natalya (met Tamina) vs. Mandy Rose (met Dana Brooke)   | Natalya         | Een-op-een match. Natalya won door submission.                                                                           | [ 21 ] |
| 2   | Bianca Belair (c) vs. Bayley                            | Bianca Belair   | Hell in a Cell match voor het WWE SmackDown Women's Championship.                                                        | [ 21 ] |
| 3   | Cesaro vs. Seth Rollins                                 | Seth Rollins    | Een-op-een match. | [ 21 ] |
| 4   | Alexa Bliss vs. Shayna Baszler (met Nia Jax & Reginald) | Alexa Bliss     | Een-op-een match. | [ 21 ] |
| 5   | Kevin Owens vs. Sami Zayn                               | Sami Zayn       | Een-op-een match. | [ 21 ] |
| 6   | Rhea Ripley (c) vs. Charlotte Flair                     | Charlotte Flair | Een-op-een match voor het WWE Raw Women's Championship. Flair won door diskwalificatie, maar won het kampioenschap niet. | [ 21 ] |
| 7   | Bobby Lashley (c) (met MVP) vs. Drew McIntyre           | Bobby Lashley   | Last Chance Hell in a Cell match voor het WWE Championship.                                                              | [ 21 ] |